# هینه‌وسی
هِیْنَه‌وِسی (به فنلاندی: Heinävesi) یک منطقهٔ مسکونی در فنلاند است که در ساوونیای جنوبی واقع شده‌است .